# مدينة الشارقة للخدمات الإنسانية
مدينة الشارقة للخدمات الإنسانية أنشأت في عام 1979 كفرع لمنظمة الأسرة العربية في منطقة الخليج والجزيرة العربية.وقد صدر بشأن ذلك المرسوم الأميري رقم 6/1981 بتاريخ 11/3/1981 عن حكومة الشارقة واستمرت المدينة في عملها كمنظمة تطوعية غير حكومية، تقدم خدمات التعليم والتدريب والتأهيل للأشخاص من ذوي الإعاقة في الدولة إلى حين أصدر صاحب السمو الشيخ الدكتور سلطان بن محمد القاسمي عضو المجلس الأعلى حاكم إمارة الشارقة في العاشر من أكتوبر عام 1995 مرسوما أميريا رقم 4 لسنة 1995 بشأن وضع المدينة لتصبح بذلك مؤسسة أهلية مستقلة لتمكين الأشخاص المعاقين تتمتع بالشخصية الاعتبارية والأهلية الكاملة لمباشرة التصرفات القانونية اللازمة لتحقيق أهدافها ويكون لها استقلالها المالي والإداري، وتشغل الشيخة جميلة بنت محمد القاسمي منصب المدير العام فيها.
وتتشرف المدينة بالرئاسة الفخرية لصاحب السمو الشيخ الدكتور سلطان بن محمد القاسمي عضو المجلس الأعلى حاكم الشارقة الذي ظل –ولا يزال- أول الداعمين الذي يقدم الدعم المادي والمعنوي للمدينة إيماناً من سموه بأهمية العمل التطوعي في التنمية الاجتماعية وبأهمية توفير خدمات التعليم والتدريب والتأهيل للأشخاص المعاقين باعتبار ذلك حقا مشروعا لهم.

## التعريف بالمؤسسة
مدينة الشارقة للخدمات الإنسانية هي إحدى مؤسسات المجلس الأعلى لشؤون الأسرة بالشارقة تتولى مهام التمكين والتدريب والتعليم والتأهيل والتشغيل للأشخاص من ذوي الإعاقة (معاقون وأيتام) من مختلف الأعمار والجنسيات في دولة الإمارات العربية المتحدة، بالإضافـة إلى الخدمات الاجتماعية والتثقيفية والتوعوية لـذوي المعاقين بوجه خاص وللمجتمع بشكل عام.
وهي مؤسسة أهلية قريبة من الناس تخدم الفئة الأقل حظاً ولا ترفض طلباً لمستحق ولا تتردد في إنفاق كل مواردها على المعاقين وحسب التقرير السنوي لمدينة الشارقة للخدمات الإنسانية للعام 2011- 2012 بلغ عدد المستفيدين منهم من خدمات المدينة 3581 مستفيداً من الأشخاص ذوي الإعاقة من مختلف الجنسيات والإعاقات يقوم على خدمتهم 444 كادراً اختصاصياً يقدمون لهم خدمات التعليـم والتدريب والتأهيل والتوعية والتثقيف.

### رؤية المدينة
«أن نكون مؤسسة رائدة في مناصرة واحتواء وتمكين الأشخاص ذوي الإعاقة في دولة الإمارات والوطن العربي».

### رسالة المدينة
«نحن نعمل معا للحد من أسباب الإعاقة بالتدخل المبكر والتوعية المجتمعية، ونعمل على مناصرة واحتواء وتمكين الأشخاص ذوي الإعاقة بالتعليم والتأهيل والتوظيف ليكونوا مشاركين ومستقلين في مجتمعاتهم.»

## خدمات المدينة
تقدم مدينة الشارقة للخدمات الإنسانية خدمات التدريب والتأهيل والتعليم للأشخاص ذوي الإعاقة، وسنة بعد سنة تضاعفت أعداد المستفيدين يستفيد قرابة نصفهم من خدمات مباشرة والنصف الآخر تقـــدم لهم بعض الخدمات الأخرى مثل العلاج الطبيعي والنفسي والخدمات المساندة، وتتمثل خدماتنا فيما يلي:
•	الخدمات التعليميــة والتدريبية والتأهيليـة التي تقدم في المعاهد والأقسام المختلفة وورش التأهيل المهني.
•	خدمات التوعيــــة والتثقيف عبر وسائـــــل الإعلام المرئيـــة والمسموعــــة والمقـــــروءة. الخدمات الاجتماعية المنوعـة مثل التواصل مع قطاعات المجتع كالدوائر المحلية والجمعيات الأهلية والمدارس والمستشفيات وغيـرها.
•	خدمات الإرشاد الأسري والتثقيف بقضايا الإعاقة من خلال الندوات والمحاضرات.
•	خدLات التشغيل والمتابعة للأشخاص من ذوي الإعاقـــــة الذين تم تأهيلهـــم وتكوينهم.

### خدمات تأهيلية مساندة
•	السباحة وركوب الخيل العلاجي.
•	توفير المعينات مثل الكراسي المتحركة والسماعات لمن هم بحاجة.
•	تدريب النطق الفردي.
•	مركز مدينة الشارقة للسمعيات.
•	تقديم الاستشارات للحالات الخارجية.

## فروع المدينة
1- مدرسة الوفاء لتنمية القدرات بفرعيها في منطقة اليرموك ومنطقة الرملة.
2- مدرسة وروضة الأمل للصم
3- مركز التدخل المبكر
4- مركز الشارقة للتوحد
5- مركز مدينة الشارقة للسمعيات
6- جماعة الإمارات للفن الخاص
7- مؤسسة الشارقة للتمكين الإجتماعي
8- مدينة الشارقة للخدمات الإنسانية- فرع خورفكان
9- مدينة الشارقة للخدمات الإنسانية - فرع كلباء
10- مدينة الشارقة للخدمات الإنسانية - فرع الذيد
للاببا

## الجوائز والتقييمات
- عام 2012 فازت مدينة الشارقة للخدمات الإنسانية بالمركز الأول بجائزة سلطان بن عبدالعزيز للخدمات الإنسانية للتميز في خدمات إعادة التأهيل، وذلك تقديراً لمسيرتها والحافلة بالإنجازات على مدار 33 عاماً من العطاء والتميز في خدمة وتأهيل وتمكين الأشخاص من ذوي الإعاقة.[3]
- حصلت على جائزة خليفة التربوية 2013  عن فئة المراكز والمؤسسات[4]
- حصلت مدينة الشارقة للخدمات الإنسانية على اعتماد مؤسسة كارف العالمية، بعد أن حصلت عليه للمرة الأولى عام 2020 لثلاث سنوات.[5]